# Hương Sơn, Lạng Giang
Hương Sơn là một xã thuộc huyện Lạng Giang, tỉnh Bắc Giang, Việt Nam.

## Diện tích, dân số
Xã Hương Sơn có diện tích 37,31 km², dân số năm 1999 là 12359 người, mật độ dân số đạt 331 người/km².